# Izvoarele (Olt)
Pour les articles homonymes, voir Izvoarele.
Izvoarele est une commune du județ d'Olt en Roumanie.